# Evanchon serpentinus
Evanchon serpentinus är en insektsart som beskrevs av William D. Funkhouser. Evanchon serpentinus ingår i släktet Evanchon och familjen hornstritar. Inga underarter finns listade i Catalogue of Life.